# Szíriai Nemzeti Tanács
A Szíriai Nemzeti Tanács (SNC; arabul:  المجلس الوطني السوري, al-Majlis al-Waṭanī as-Sūri, franciául: Conseil national syrien), néha Szíriai Nemzeti Átmeneti Tanács vagy Szíria Nemzeti Tanácsa egy szíriai ellenzéki koalíció, melyet 2011. áprilisban Törökországban, Isztambulban alapítottak a szíriai polgárháború kezdeti szakaszában Bassár el-Aszad kormánya ellen.
Kezdetben a szervezet visszautasította, hogy száműzetésben lévő kormány szerepét töltse be, de pár hónappal később, mikor Szíriában egyre komolyabbra fordultak az összecsapások, a helyzet megváltozott. A Szíriai Nemzeti Tanács várja Bassár el-Aszad kormányának megbukását és egy modern, polgári demokratikus állam megalakulását. Az SNC Nemzeti Kartájában szerepelnek az emberi jogok, az igazságszolgáltatás függetlensége, a demokrácia, a sajtószabadság és a pluralizmus.
2012. novemberben a Szíriai Nemzeti Tanács megállapodott abban, hogy több más ellenzéki szervezettel összeolvad, hogy létrehozzák a  Szíriai Forradalmi és Ellenzéki Erők Ellenzéki Koalícióját, ismertebb nevén a Szíriai Nemzeti Koalíciót.
A Szíriai Nemzeti Tanács 2014. január 20-án kivált a Szíriai Nemzeti Koalícióból, mert ezzel akart a szervezet azon döntése ellen tiltakozni, hogy az részt vesz a második, Szíriáról szóló genfi konferencián.

## Története
Az arab tavasz kitörésekor a szíriai tüntetők több ellenzéki bizottságot is összefogtak. Az SNC megalakítását 2011. augusztus 23-án több, számos helyen megtartott tárgyalásokat követően Törökországban, Isztambulban jelentették be. Kezdeti célja „a szíriai nép kétségeinek és igényeinek képviselete” volt. Az SNC megalakítását a szíriai tüntetők a következő péntekre szervezett, „A Szíria Nemzetei Tanácsa Képvisel Engem Péntekje” rendezvényen ünnepelték meg. Yaser Tabbara, a tanács akkori képviselője úgy nyilatkozott, a tanácsnak a szíriai ellenzék 115-120 tagja lehet a részese. Addig a csoport 71 tagjának a nevét hozták nyilvánosságra, akik többsége Szírián kívül élt. 2011. október 2-án a bizottság hivatalosan is kihirdette a szervezeti struktúráját, melyben szerepelt egy Általános Gyűlés, egy Általános Titkár és egy Vezető Tanács.

### Csatlakozás a Szíriai Nemzeti Koalícióhoz
2012. novemberben a Szíriai Nemzeti Tanács megállapodott, hogy több ellenzéki csoporttal egyesülve létrehozzák a Szíriai Forradalmi Erők Nemzeti Koalícióját, amit gyakran csak rövidítve Szíriai Nemzeti Koalíciónak neveztek. A 60 helyből az SNC 22-t szerzett meg.

### Kilépés a Szíriai Nemzeti Koalícióból
2012. január 20-án a Szíriai Nemzeti Tanács bejelentette, hogy kilép a Szíriai Nemzeti koalícióból, ezzel is tiltakozva a koalíció azon döntése ellen, hogy az részt vesz a Genfben megrendezendő II. szíriai konferencián. A Szíriai Nemzeti Tanács szerint a részvétel ellentétes lenne azzal az elvükkel, hogy „nem kezdenek tárgyalásokat”, míg Aszad le nem mond a posztjáról.

## Tagság

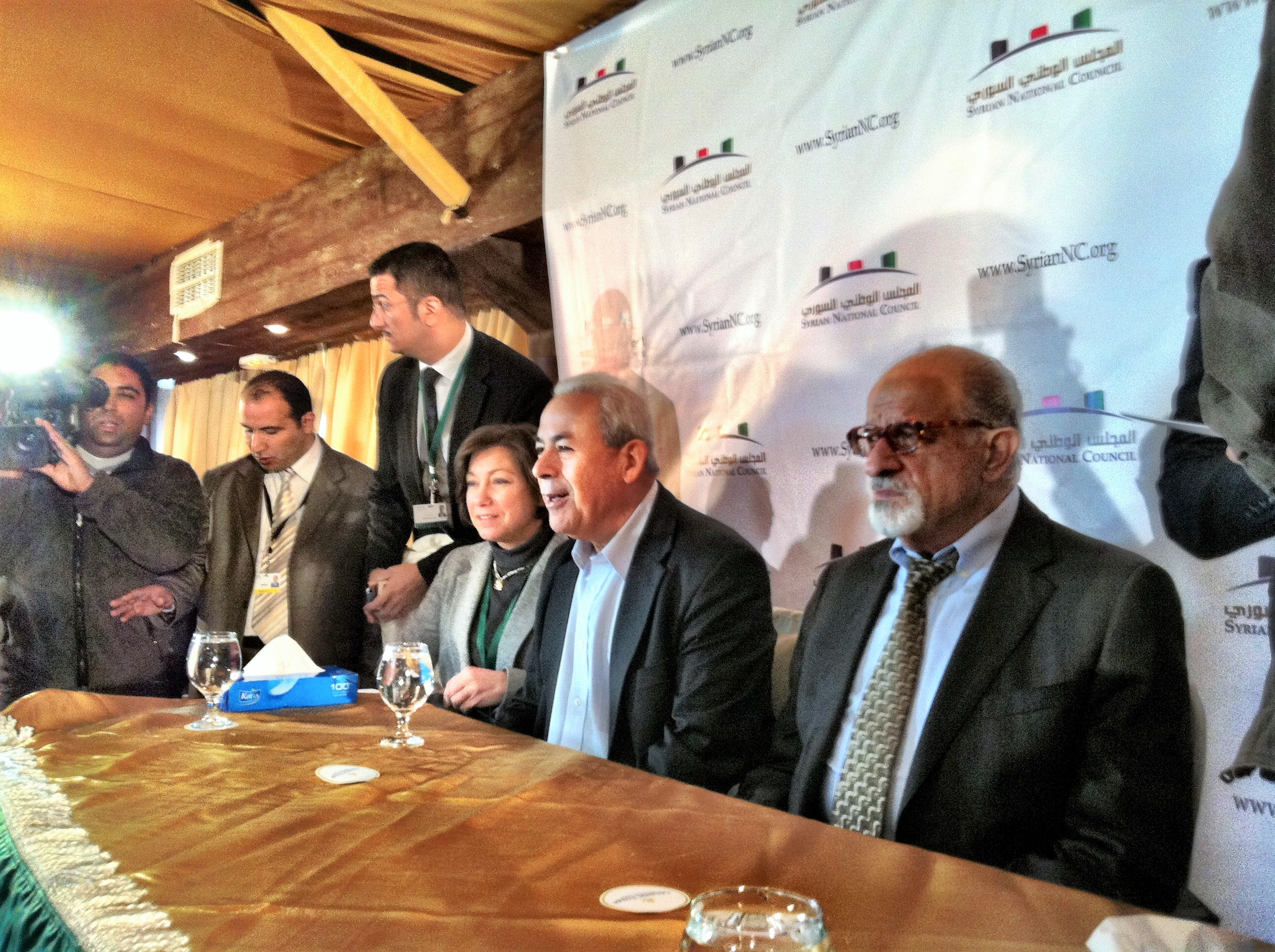
Bassma Kodmani (B), Burhan Ghalioun (K) és Haitham al-Maleh (J) az SNC első kongresszusán 2011. December 19-én Tuniszban.

Az SNC-nek a Muszlim Testvériség szíriai ágának több, száműzetésben lévő képviselője is a tagja, támogatói között pedig ott vannak a Damaszkuszi Kiáltvány száműzetésben lévő támogatói. Az SNC saját bevallása szerint a szíriai ellenzék 60%-át képviseli. Az egyetlen, Szírián belüli kurd párt, mely kijelentette, hogy az SNC tagszervezete a Mashaal Tammo vezette Szíriai Kurd Jövő Mozgalom. A szervezet vezetőjét a csatlakozás bejelentése után az északkeleti Kamisli városában hamarosan kivégezték. Adib Shishakly az egyik alapító tag.
A szervezete egyik legjelentősebb szóvivője a Párizsban élő szíriai tudós, Burhan Ghalioun, akit 2011. szeptemberben a tanács vezetőjének választottak. A Muszlim Testvériség volt vezetője, Ali Sadr el-Din Bayanouni azt mondta, a választás azért esett Ghalioun személyére, mert „nyugaton elfogadják, otthonosan mozog ott, és el akarták kerülni, hogy a szíriai vezetés abból profitáljon, hogy SNC élén egy iszlamista lenne.”
2012. június 10-én megválasztották a Szíriai Nemzeti Tanács új elnökét, aki a Svédországban élő, kurd származású Abdulbaset Sida lett, aki három hónappal  Burhan Ghalioun eltávolítása után vette át a szervezet vezetését.
A belső konfliktusoktól feszélyezett SNC 2012. március 12-én azt tapasztalta, hogy három jelentős vezetőjük is lemondott, mert szerintük „az SNC nem jutott messzire a felkelők felfegyverzésében.” A következő tagok léptek ki: Haitham al-Maleh, egy hosszú ideje disszidensként élő volt bíró, az iszlamista liberális ellenzéki Kamal al-Labwani és az emberi jogokkal foglalkozó jogász, Catherine al-Talli. Azt mondták, azért mondanak le, mert az SNC korrupt volt, a Mutzulmán Testvériség liberális frontjaként működött, a felkelőknek pedig amúgy sem nyújtott jelentős támogatást. Az SNC egyik szekuláris tagja szerint a tanács fele iszlamista.
2012. március 27-én a nemrég lemondott tagok, többek között Maleh és Labwani azzal a feltétellel egyezett bele, hogy ismét csatlakoznak az SNC-hez, hogy az demokratikusabb lesz és terjed, bár Labwani kétségnek adott hangot amiatt, hogy az ellenzéket együtt lehet-e tartani, de abban egyetértett, hogy összefogásuk segíthet az arab és a nyugati világnak, hogy megfékezzék Aszad brutális elnyomó rendszerét. Abdual al-Haj az SNC-től azt mondta, „a nemzetközi közösség most már semmivel nem támaszthatja alá, hogy nem támogatja a forradalmat, nem fegyverzi fel a Szabad Szíriai Hadsereget, és nem alakít ki a szíriai polgári lakosokat védő biztonsági övezeteket.” Ez egy Törökország és Katar által összehívott isztambuli találkozón hangzott el. Annak ellenére, hogy a megbeszélésen a Nemzeti Koordinációs Bizottság és a kurd delegáció sem vett részt, valamint egy meg nem nevezett magas rangú katonai tisztviselő kivonult a tárgyalásokról, a BBC azt közölte a helyszínről, hogy „egy kivételével az összes szíriai ellenzéki csoport megállapodott, hogy beállnak a Szíriai Nemzeti Tanács mögé.”
Az SNC-ne a kurd elnök ellenére nincs kurd nacionalista tagja. Abdulhakim Bashar, a Szíriai Kurd Demokratikus Párt főtitkára szerint az SNC-ben „túl nagy Törökország befolyása”, és garanciákat követelt az SNC-n belül a szíriai kurdok számára, és másrészről azt követelik, hogy biztosítsák, hogy Törökország teljes jogegyenlőséget biztosít a kurdoknak.

## Politikai elhelyezkedés
2011. október 18-án az SNC aggodalmának adott hangot a líbiai forgatókönyvvel kapcsolatban (ahol erőszakkal távolították el a hatalomból Moammer Kadhafit), nehogy ez ismétlődjön meg Szíriában. Figyelmeztetett a konfliktus fegyveressé válására, és azt írta, a forradalom nem köthető egyetlen vallási felekezethez sem, abban a teljes szíriai társadalom jelen van. Abbéli reményének adott hangot, hogy megerősödik a polgári engedetlenség, mivel „általánossá válhat, fejlődhet, terjedhet. Ez azért van, mert békések vagyunk. Vállalatok és mások is támogatják, akik félnek a háború költségeitől. A békés módszerek általánosíthatóak.”
Az SNVC később azonban megváltoztatta a felkelés békés voltával kapcsolatos elképzeléseit. Akkoriban az SNC szerint az ellenzék két lehetőség közül választhatott: „a helyi ellenállás nagyobb mértékű felfegyverzése vagy külföldi intervenció.” Mivel Kína és Oroszország megvétózták a Biztonsági Tanács határozatait, valószínűtlen, hogy a nemzetközi beavatkozásra sor kerüljön. Ennek eredményeképp, mivel egyre többen hagyták el a hadsereget és álltak át, valamint mivel egyre súlyosabb összetűzések voltak Szíriában, az SNC és a Szabad Szíriai Hadsereg 2012. januárban megállapodást kötött, melynek értelmében elismerik a kormányellenes, Szírián belül harcoló egységeket. Az SNC azt mondta, „az volt az ellenzék dolga”, hogy támogassa a felkelőket.  Miközben az SNC azt hangsúlyozta, hogy közvetlenül nem akar fegyvert juttatni a Szabad Szíriai Hadseregnek, forrásokat biztosít számára, „hogy életben tartsa a Szabad Szíriai Hadsereget.” Ezért az SNC honlapján keresztül is lehet támogatást küldeni.

### Háborús megfigyelők elemzései
Marc Lynch, az Amerikai Egyesült Államok politikatudományi tanára egy 2016. áprilisi The New Arab Wars: Uprising and Anarchy in the Middle East című könyvében a Szíriai Nemzeti Tanácsot úgy írja le, mint egy csatorna, melyen keresztül a reménytelen és széttöredezett szíriai ellenzék a külföldi támogatóktól pénzt és fegyvert tudott begyűjteni, melyet aztán ők osztottak szét.

## Támogatás és elismerés
Mielőtt csatlakozott volna a  Szíriai Forradalmi és Ellenzéki Erők Nemzeti Koalíciójához, az ENSZ több tagállama is ezt a szervezetet ismerte el a szíriai nép jogszerű képviselőjének.
2013. március 6-án a Szíriai Nemzeti Tanács kapta meg Szíria helyét az Arab Ligában.

## Szíriai Hazafias Csoport
2012. február 27-én Haitham al-Maleh, Kamal al-Labwani és az SNC további 18 tagja megalapította a Szíriai Hazafias Csoport alszervezetet. Az SNC vezető aktivistái szerint a tagság nagy része túl lassú ahhoz, hogy lépéseket tegyenek, és emiatt amellett, hogy továbbra is az SNC tagjai akarnak maradni, a 20 vezető aktivista fel akarta gyorsítani „a nemzeti erőfeszítéseket, hogy egy olyan elérhető ellenállással törjék meg a vezetést, mely támogatja a Szabad Szíriai Hadsereget.”

## Külső hivatkozások
- Hivatalos honlap